# ベレロフォン (戦艦)
|          |                                                                    |
| 艦歴     |                                                                    |
| 発注     |                                                                    |
| 起工     | 1906年12月6日                                                      |
| 進水     | 1907年7月27日                                                      |
| 就役     | 1909年3月                                                          |
| 退役     |                                                                    |
| その後   | 1921年11月8日にスクラップとして売却                                |
| 除籍     |                                                                    |
| 性能諸元 |                                                                    |
| 排水量   | 32,000トン                                                         |
| 全長     | 526 ft (160 m)                                                     |
| 全幅     | 82 ft 6 in (25.1 m)                                                |
| 吃水     | 31 ft 5 in (9.6 m)                                                 |
| 機関     | パーソンズ式タービン2基4軸推進、23,000hp                           |
| 最大速力 | 20.75ノット (38.43 km/h)                                           |
| 航続距離 |                                                                    |
| 乗員     | 士官、兵員733名                                                    |
| 兵装     | 30.5cm(45口径)砲連装5基 102mm単装砲16基 457mm水中魚雷発射管単装3基 |
| 装甲     | 水線254mm、甲板102mm バーベット229mm 砲塔前楯229mm、司令塔279mm    |

ベレロフォン (HMS Bellerophon) はイギリス海軍の戦艦。ベレロフォン級。

## 艦歴
1906年12月6日起工。1907年7月27日進水。1909年2月20日就役。本国艦隊の第1戦艦戦隊に編入される。
1911年5月26日、ベレロフォンは巡洋戦艦インフレキシブルと衝突した。1914年8月1日、第4戦艦戦隊に編入。
8月27日、スカパ・フローへ向かう途中オークニー諸島沖でベレロフォンは汽船セント・クレア (SS St Clair) と衝突した。だが、損傷は生じなかった。1915年5月、ベレロフォンは修理のためデヴォンポート工廠へ向かった。
ユトランド沖海戦ではベレロフォンは62発の12インチ砲弾を発射し、命中弾は受けなかった。
1919年に予備役となり、1921年11月に売却されて1923年に解体された。